# Agence pour la sécurité de la navigation aérienne en Afrique et à Madagascar
Die Agence pour la sécurité de la navigation aérienne en Afrique et à Madagascar (ASECNA), zu Deutsch Flugsicherheitsagentur für Afrika und Madagaskar, ist eine panafrikanische Agentur der Flugverkehrskontrolle mit Sitz in Dakar, Senegal. Die Agentur kontrolliert und überwacht den Flugverkehr für 19 afrikanische Mitgliedsstaaten auf einem Gebiet von über 16 Millionen Quadratkilometern in sechs Fluginformationsgebieten.

## Geschichte
Die ASECNA wurde mit dem „Vertrag von Saint-Louis“, unterzeichnet in der gleichnamigen senegalesischen Stadt am 12. Dezember 1959 im Zuge der Unabhängigkeit der französischen, westafrikanischen Kolonien gegründet. Ersetzt wurde der Vertrag durch die „Konvention von Dakar“ am 15. Oktober 1974.

## Organisation
Oberstes Aufsichtsgremium der ASECNA ist der Ministerrat (Comité des Ministres), in dem alle Verkehrsministerinnen und -minister der Mitgliedsstaaten vertreten sind. Dem Gremium ist ein Aufsichtsrat (Conseil d'administration) unterstellt, in den ebenfalls alle Mitgliedsstaaten eine Vertretung entsenden. Eine Generaldirektion, deren Leitung für vier Jahre ernannt wird, leitet die exekutiven Aufgaben der Agentur.
Die Dakar-Konvention sieht vor, dass die ASECNA die Flugverkehrskontrolle in den Mitgliedstaaten wahrnimmt und den gesamten, gemeinschaftlichen Luftraum überwacht. Wenn ein Mitgliedsstaat dies wünscht, kann die Agentur auch die nationalen Flugaktivitäten kontrollieren und überwachen. Letzteres haben neun Mitgliedsstaaten an die ASECNA delegiert.
Die ASECNA überwacht und kontrolliert einen Luftraum von 16,1 Millionen Quadratkilometer, der auf sechs Fluginformationsgebiete aufgeteilt ist: Antananarivo, Brazzaville, Dakar Océanique, Dakar Terrestre, Niamey und Ndjamena. Sie überwacht damit 27 internationale Flughäfen sowie etwa 76 nationale und regionale Flughäfen in den Mitgliedsstaaten.
Neben der Flugverkehrskontrolle nimmt die ASECNA auch andere Aufgaben war, unter anderem sind der Agentur drei Ausbildungsinstitute unterstellt: Die Ecole Africaine de la Météorologie et de l’Aviation Civile in Niamey, die Ecole Régionale de Sécurité Incendie in Doula, sowie die Ecole Régionale de la Navigation Aérienne et du Management in Dakar.

## Mitgliedsstaaten

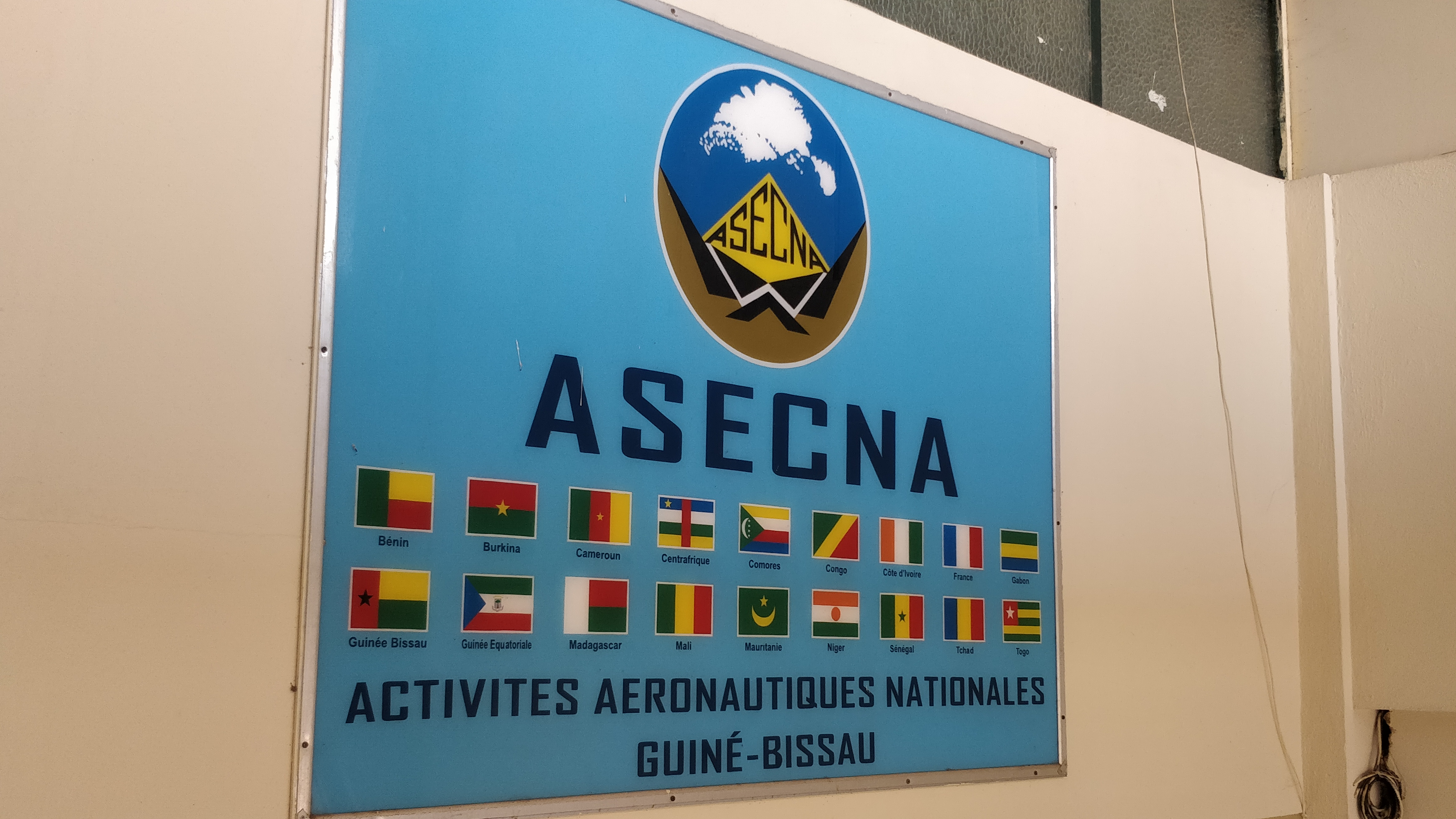
ASECNA-Schild am Flughafen Bissau, Guinea-Bissau (2019)

- Äquatorial-Guinea (seit 1. Januar 1988)[3]
- Benin (seit 12. Dezember 1959)
- Burkina Faso (seit 12. Dezember 1959)
- Elfenbeinküste (seit 12. Dezember 1959)
- Frankreich (seit 12. Dezember 1959)
- Gabun (seit 12. Dezember 1959)
- Guinea-Bissau (seit 1. Januar 2006)
- Kamerun (seit 1. Januar 1961)
- Komoren (seit 1. Januar 2005)
- Madagaskar (seit 12. Dezember 1959)
- Mali (seit 12. Dezember 1959)
- Mauretanien (seit 12. Dezember 1959)
- Niger (seit 12. Dezember 1959)
- Republik Kongo (seit 12. Dezember 1959)
- Ruanda (seit 1. Januar 2024)[4]
- Senegal (seit 12. Dezember 1959)
- Togo (seit 1. Januar 1964)
- Tschad (seit 12. Dezember 1959)
- Zentralafrikanische Republik (seit 12. Dezember 1959)